# IEDM
Die IEEE IEDM (International Electron Devices Meeting) ist eine seit 1955 jährlich stattfindende Fachkonferenz in den USA. Sie gilt als bedeutendste und größte Konferenz zum Thema der elektronischen Bauelemente. Die IEDM bietet ein weltweites Forum für Neuigkeiten über Durchbrüche in der Technologie, im Design, in der Herstellung, in der Halbleiterphysik und Halbleiterchemie sowie im Modellieren der Halbleiter und anderer elektronischer Vorrichtungen. Der Austragungsort wechselt zwischen San Francisco, Kalifornien (gerade Jahre) und Washington, D.C. (ungerade Jahre). 2009 fand sie das erste Mal in Baltimore statt. Sie ist das Aushängeschild der Electron Devices Society, einer Unterorganisation des IEEE.
Präsentierte Neuerungen:
- 2007: Intel zeigte zum ersten Mal seinen CMOS-Prozess in High-k+Metal-Gate-Technologie.
- 2008: Das deutsche Leibniz-Institut für innovative Mikroelektronik (IHP) aus Frankfurt (Oder) (Brandenburg) präsentierte seinen Hochfrequenz-Transistor mit der damals weltweit schnellsten Schaltzeit von 2,5 Pikosekunden.[1][2]